# Siêu đám Laniakea

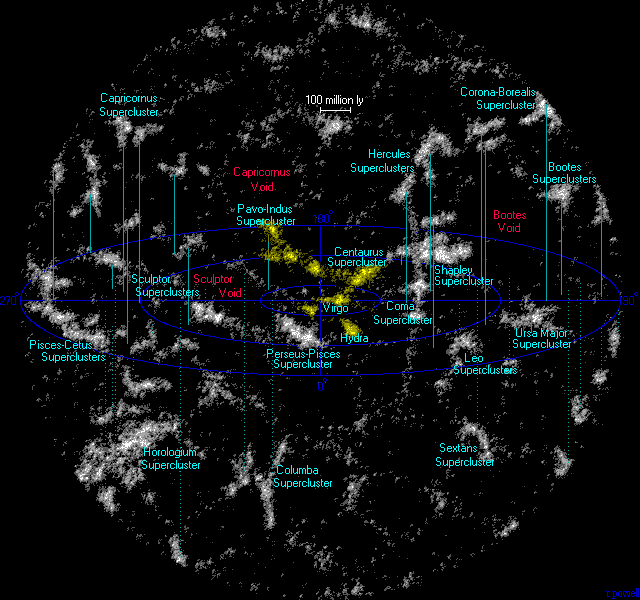
Bản đồ cho thấy tất cả các siêu đám trong vũ trụ, với siêu đám Laniakea được hiển thị với màu vàng.

Siêu đám Laniakea (còn được gọi là Siêu đám thiên hà Laniakea hoặc SCI đám thiên hà hay đôi khi chỉ Laniakea) là một siêu đám thiên hà chứa Dải ngân hà và khoảng 100.000 thiên hà khác.  Nó được tìm thấy vào tháng 9 năm 2014 khi một nhóm các nhà thiên văn học bao gồm R. Brent Tully của Đại học Hawaii, Hélène Courtois của Đại học Lyon, Yehuda Hoffman của Đại học Do Thái Jerusalem và Daniel Pomarède của CEA (Đại học Paris-Saclay) đã nghĩ ra một cách mới để xác định các siêu đám theo vận tốc xuyên tâm của thiên hà. Định nghĩa mới về siêu đám thiên hà địa phương bao gồm siêu đám thiên hà địa phương được xác định trước đó, Siêu đám Xử Nữ như một phần phụ.
Các nghiên cứu cho thấy Laniakea không được liên kết hấp dẫn, nó sẽ phân tán thay vì tiếp tục duy trì với các khu vực xung quanh như là một vùng có mật độ vật chất dày đặc hơn so với các vùng khác.

## Từ nguyên
Cái tên laniakea ([ˈlɐnijaːˈkɛjə]) có nghĩa là "thiên đường bao la" trong tiếng Hawaii từ  lani 'thiên đường', và  ākea 'rộng bao la'. Tên được đề xuất bởi Nawa'a Napoleon, một giáo sư về ngôn ngữ học tại Hawaii ở Đại học Cộng đồng Capiolani. Tên này cũng nhằm để tôn vinh các nhà hàng hải Polynesia, người đã sử dụng kiến thức về thiên đàng để điều hướng trên Thái Bình Dương.

## Đặc điểm
Siêu đám thiên hà Laniakea bao gồm 100.000 thiên hà trải dài trên 160 mêgaparsec (520 triệu năm ánh sáng).  Nó có khối lượng xấp xỉ 1017 lần khối lượng Mặt Trời, nghĩa là gấp trăm nghìn lần thiên hà chúng ta, gần bằng khối lượng của Siêu đám Horologium. Nó bao gồm bốn siêu đám con, trước đây từng được gọi là các siêu đám riêng biệt:
- Siêu đám Xử Nữ (Virgo Supercluster), phần mà chứa dải Ngân Hà.
- Siêu đám Trường Xà - Bán Nhân Mã (Hydra-Centaurus Supercluster)  
  - Điểm Hút Lớn, điểm hấp dẫn trung tâm của Laniakea gần cụm Củ Xích (Norma Cluster)
  - Bức tường Tức Đồng (Antlia Wall), với người họ hàng Siêu đám Trường Xà (Hydra Supercluster)
  - Siêu đám Bán Nhân Mã (Centaurus Supercluster)
- Siêu đám Khổng Tước - Ấn Đệ An (Pavo-Indus Supercluster)
- Siêu đám ở phía Nam, bao gồm cụm Thiên Lô (Fornax Cluster, S373), đám mây Kiếm Ngư (Dorado Cloud) và Ba Giang (Eridanus Cloud).[14]

Các cụm thiên hà khổng lồ của Laniakea là Xử Nữ, cụm Trường Xà, cụm Bán Nhân Mã, Abell 3565, Abell 3574, Abell 3521, cụm Thiên Lô, cụm Ba Giang và cụm Củ Xích.  Toàn bộ siêu sao bao gồm 300 đến 500 cụm thiên hà khác nhau và những nhóm thiên hà. Con số thực tế có thể lớn hơn nhiều vì một số trong số cụm hay nhóm thiên hà này đang đi qua vùng bị che khuất, khiến chúng không thể bị phát hiện.
Siêu đám có một số cấu trúc lớn của vũ trụ và ranh giới của chúng rất khó xác định, đặc biệt là từ bên trong. Nhóm nghiên cứu đã sử dụng kính viễn vọng vô tuyến để lập bản đồ chuyển động của một tập hợp lớn các nhóm thiên hà.  Trong một siêu sao nhất định, hầu hết chuyển động của thiên hà sẽ hướng vào bên trong, chính là hướng về trung tâm khối lượng.  Trong trường hợp của Laniakea, điểm hấp dẫn này được gọi là Điểm Hút Lớn (The Great Attractor) và ảnh hưởng đến chuyển động của nhóm thiên hà, nơi Ngân Hà cư trú với tất cả các thiên hà khác trong siêu sao. Không giống như các cụm cấu tạo của nó, Laniakea không được liên kết hấp dẫn và được dự kiến có thể bị "xé nát" bởi năng lượng tối.
Mặc dù sự tồn tại của siêu đám Laniakea được công nhận vào năm 2014,

## Phương pháp khám phá
Phương pháp mới được sử dụng để phân tích các chuyển động của thiên hà để phân biệt chuyển động đặc biệt với sự giãn nở vũ trụ là lọc Wiener, hoạt động cho thông tin vị trí được xác định rõ, cho phép phân tích ra khoảng 300×106 ly (92 Mpc) hiển thị với các mẫu luồng. Với giới hạn đó, Laniakea được cho là đang đi theo hướng của Siêu đám Shapley.
Nhà thiên văn học người Nam Phi, Tony Fairall, đã tuyên bố vào năm 1988 rằng các dịch chuyển đỏ cho thấy Siêu đám Xử Nữ và Siêu đám Trường Xà-Bán Nhân Mã có thể được kết nối với nhau.
Các siêu đám lân cận của Laniakea là Siêu đám Shapley (Shapley Supercluster), Siêu đám Vũ Tiên (Hercules Supercluster), Siêu đám Coma (Coma Supercluster) và Siêu đám Anh Tiên-Song Ngư (Perseus-Pisces Supercluster), chúng đều là một phần trong thành phần của Tổ hợp siêu đám thiên hà Song Ngư-Kình Ngư (Pisces-Cetus Supercluster Complex). Các cạnh của siêu đám và của Laniakea không được biết rõ vào thời điểm nào.